# Belligatti, Kundgol
Belligatti là một làng thuộc tehsil Kundgol, huyện Dharwad, bang Karnataka, Ấn Độ.